# جاك كاميرون (لاعب هوكي الجليد)
جاك كاميرون هو لاعب هوكي الجليد كندي، ولد في 3 ديسمبر 1900 في أوتاوا في كندا، وتوفي في 29 نوفمبر 1981 في دانفيل في الولايات المتحدة.

## وصلات خارجية
- جاك كاميرون على موقع EliteProspects.com (الإنجليزية)
- جاك كاميرون على موقع أوليمبيديا (الإنجليزية)